# Operación Isla de Hainan
La Operación Isla de Hainan (en chino: 瓊崖戰役), o Kainan-tō sakusen (en japonés: 海南島作戦), fue parte de una campaña del Imperio del Japón durante la segunda guerra sino-japonesa para bloquear a la República de China y evitar para que no se comunicara con el exterior, así como para evitar la importación de armas y materiales muy necesarios.

## Antecedentes
La isla de Hainan se encontraba a mitad de camino entre la Indochina francesa y Hong Kong, ocupando una posición al sur de la península de Leizhou al otro lado del estrecho de Hainan. También estaba cerca de Guangzhouwan, un territorio arrendado por Francia en la costa sur de China. Los 33.920 kilómetros cuadrados de la isla de Hainan tenían una población de 2.200.000 en ese momento. La isla estaba custodiada por la 152.ª División, de aproximadamente 25.000 efectivos, bajo el mando de Yu Hanmou, quien estaba a cargo de la preservación de la paz en la provincia de Cantón.
La Armada Imperial Japonesa, tras la captura de Cantón (Guangzhou) el año anterior, había mantenido un formidable bloqueo a lo largo de la costa sur, centro y norte de China. Sin embargo, se encontraron huecos en el extremo sur de la línea de bloqueo. Estos incluían la ruta de suministro de Chiang Kai-shek con Hong Kong y la Indochina francesa del norte como puntos de relevo y las rutas directas a través de las áreas de la isla de Hainan y Guangzhouwan. Debido a estos huecos, así como a la necesidad de realizar operaciones aéreas en el interior hasta el área de Kunming, la Armada japonesa llegó a sentir la necesidad de establecer bases aéreas en la isla de Hainan. Las Autoridades Centrales de la Armada abogaron por esta medida. Las operaciones fueron realizadas por las Fuerzas Navales Especiales Japonesas con apoyo de elementos del Ejército Imperial.

## La operación
Escoltando un convoy, la Fuerza Naval del Sur de China (5.ª Flota) comandada por el Vicealmirante Kondō Nobutake entró y ancló en la bahía de Tsinghai en la costa norte de la isla de Hainan la medianoche del 9 de febrero de 1939 y llevó a cabo un desembarco exitoso. Además, las unidades de combate terrestres de la Armada efectuaron un desembarco en Haikou a las 12:00 horas del 10 de febrero. A partir de entonces, las fuerzas del Ejército y la Armada actuaron de manera coordinada para limpiar la zona norte. El 11 de febrero, algunas unidades desembarcaron en Sanya, en el extremo sur de la isla de Hainan, y ocuparon las posiciones clave de Yulin y Yai-Hsien. A partir de entonces, las unidades se dedicaron a la ocupación y subyugación de toda la isla.

## Retirada a la cordillera de Wuzhi
Frente a este escenario, las fuerzas nacionalistas evacuaron a todos los civiles restantes de Haikou a Qionghai, a la cordillera de Wuzhi, en el centro de Hainan. Sin embargo, se enfrentaron a una feroz oposición por parte de los habitantes de etnia Li de allí. Un líder étnico, Wang Guoxing, inició un levantamiento pero fue aplastado brutalmente y, en venganza, los nacionalistas mataron a 7.000 miembros de la etnia.
Los comunistas bajo el mando de Feng Baiju y la etnia Li de Hainan lucharon en una guerra de guerrillas contra la ocupación japonesa, los japoneses mataron a un gran número de Lis en el oeste de Hainan (por ejemplo, en Sanya o en Danzhou). Además, numerosos trabajadores esclavos extranjeros también fueron asesinados. Hay fosas comunes de decenas de miles de trabajadores esclavos coreanos en Sanya y en toda la isla. De los 100.000 trabajadores esclavos de Hong Kong, solo 20.000 sobrevivieron a la guerra.

## Ocupación parcial de Hainan
Más tarde, las partes ocupadas de la isla de Hainan se convirtieron en un Distrito Administrativo Naval con el Cuartel General del Distrito de la Guardia de Hainan establecido en Samah. Estratégicamente, la isla se construyó como una base aérea avanzada, así como una base avanzada para bloquear el continente. Al mismo tiempo, se explotaron los recursos de hierro y cobre de la isla. El control parcial de ciertas áreas de la isla de Hainan proporcionó una base de operaciones para la invasión de la provincia de Cantón y la Indochina francesa, además de proporcionar bases aéreas que permitieron ataques aéreos de larga distancia en rutas hacia China desde la Indochina francesa y Birmania.
La ocupación de algunas partes de Hainan duró hasta la rendición de Japón en septiembre de 1945.